# فيفيان فوكس
فيفيان فوكس (بالإنجليزية: Vivian Fuchs) فيفيان إرنست فوكس ( فبراير 1908 - 11 نوفمبر 1999) المستكشف الإنجليزي الذي أنهى مع فريقه أول عبور بري للقارة القطبية الجنوبية في عام 1958.
وكان فوكس ابن وارنست فوكس مهاجر ألماني من جينا وزوجته البريطانية فايوليت واتسون.
انه ولد في عام 1908 في فريشووتر، جزيرة وايت، وحضر كلية برايتون وكلية سانت جون، كمبريدج. وتلقى تعليمه كجيولوجي. خلال الحرب العالمية الثانية ، التحق فوكس بالجيش البريطاني برتبة ملازم ثانٍ، ومع نهاية الحرب، ترقى إلى رتبة رائد. في عام ١٩٤٧، اختير لتولي مسؤولية مشروع مسح في جزر فوكلاند . وخلال هذه الفترة، بدأ اهتمامه الجاد بالقارة القطبية الجنوبية يتزايد. 

## روابط خارجية
- فيفيان فوكس على موقع الموسوعة البريطانية (الإنجليزية)
- فيفيان فوكس على موقع مونزينجر (الألمانية)